# Jaroslav Vrchlický
Jaroslav Vrchlický (Louny, Bohemia, 17 de febrero de 1853 - Domažlice, 9 de septiembre de 1912) fue uno del más grandes poetas líricos checos. 

## Biografía

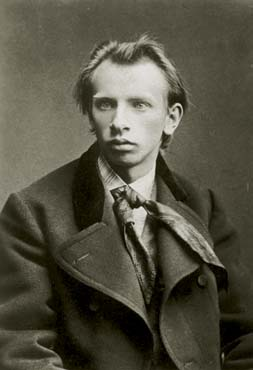
Jaroslav Vrchlický, de joven.

Vrchlický, llamado en realidad Emilius Jakob Frída, nació en Louny, Bohemia, el 17 de febrero de 1853. Vivió diez años con su tío, un pastor cerca de Kolín. Allí recibió las primeras enseñanzas de la escuela primaria, entre 1857 y 1861. Estudió en una escuela secundaria en Slaný desde 1862, donde fue compañero de clase de Václav Beneš Třebízský, también en Praga y en 1872 se graduó de Klatovy.
Guiado por el ejemplo de su tío, tras graduarse, Vrchlický siguió estudios en el seminario del arzobispado de Praga.
Pero, en 1873, se trasladó a la Facultad de Artes de la Universidad Charles-Ferdinand en Praga, donde estudió historia, filosofía y filología románica. Fue alumno del gran historiador Ernest Denis.
En Praga, hizo amistad con Zikmund Winter, Josef Václav Sládek y Alois Jirasek. Formaron el grupo Lumírovci. Su primera obra literaria fue impresa por el editor Sofie Podlipská.
Desde 1875, trabajó como secretario y tutor de los hijos de la familia Montecuccoli-Laderchi, primero en Merano, cerca de Módena, y más tarde Livorno. Tras un tiempo breve, regresó a Praga y trabajó en el Instituto pedagógico de Praga, en la calle Manor. Por intercesión del conde Leo von Thun, en 1877 fue nombrado secretario de la Escuela Politécnica Checa de Praga, y más tarde se convirtió en profesor de Ciencia moderna y recibió un doctorado honorario.

## Trayectoria
Autor importante para la literatura checa, escribió poesía lírica, pero también poesía épica, teatro, prosa y ensayos literarios y tradujo ampliamente de varias lenguas, introduciendo en su lengua por ejemplo a autores como Dante, Goethe, Shelley, Baudelaire, Poe o Whitman. Fue una de las voces principales de la revista Lumír desde 1851.
En 1893 fue nombrado profesor de Literatura europea de la Universidad Charles. El 20 de abril de 1890, el Emperador lo nombró miembro de la Academia Checa de Ciencias y Artes. En 1901, fue nombrado, junto con Antonin Dvorak, caballero del emperador austríaco Francisco José I. Además, fue nombrado miembro de la Cámara Alta del Consejo Imperial en Viena. Fue miembro de la Real Academia de Padua, miembro de la Sociedad Polaca de París y también ciudadano de honor de muchas ciudades checas.
Vrchlický defendió siempre el sufragio universal.
Fue nominado al premio Nobel de Literatura.